# El tocador de laúd (Frans Hals)
El tocador de laúd, El laudista o El bufón con laúd se refiere a una pintura de 1623 o 1624 ahora en el Louvre del maestro de Haarlem Frans Hals, mostrando a un joven actor teatral sonriente, vestido de bufón y tocando un laúd.
Esta pintura fue documentada por Wilhelm von Bode en 1883, Ernst Wilhelm Moes en 1909 y Hofstede de Groot en 1910, que escribió "98. UN BUFÓN CON UNA MANDOLINA. B. 45; M. 216.- Media longitud. Un hombre medio girado a la derecha, con un traje rojo adornado de amarillo. Tiene el cabello largo, y lleva una gorra roja y amarilla. Su cabeza muestra el rostro de frente; mira hacia la izquierda. Con su mano derecha toca las cuerdas de una mandolina; su mano izquierda coge el mástil. Muy libremente manejado. Especialmente bien la carnación y las tonalidades contrastantes, el rojo y amarillo del traje, y los reflejos en los ojos. [Compárese con 95.] Firmado arriba a la derecha, F. H.; Tela, aproximadamente 29 pulgadas por 24 pulgadas. Una copia (B. 16, y véase M. 216) está en el Rijksmuseum, Ámsterdam, catálogo de 1907, Núm. 1093; mide 26 pulgadas por 24 pulgadas, bastante menos en pie que el original. En la colección del Barón Gustave de Rothschild, París.."
El tema del tocador de laúd pintado de medio cuerpo en un plano cercano se originó en Italia, y el pintor holandés Dirck van Baburen lo introdujo por primera vez en el norte de los Países Bajos con su Tocador de laúd de 1622. El laudista de Baburen apunta su laúd hacia el espectador, con la boca abierta cantando. El de Hals mira hacia arriba de lado y sonríe contento con naturalidad, como si estuviera tocando con un cantante u otro músico fuera del encuadre. Esta pintura es un buen ejemplo del "estilo áspero" de Hals con pinceladas rápidas y sueltas.
Una copia de la época ahora en la colección del Rijksmuseum ha sido datada antes de 1626 basándose en un grabado, y ha sido atribuida de diversas formas al mismo Hals, su hermano Dirk, y a Judith Leyster.

Otras dos pinturas de tocadores de laúd de Hals son:

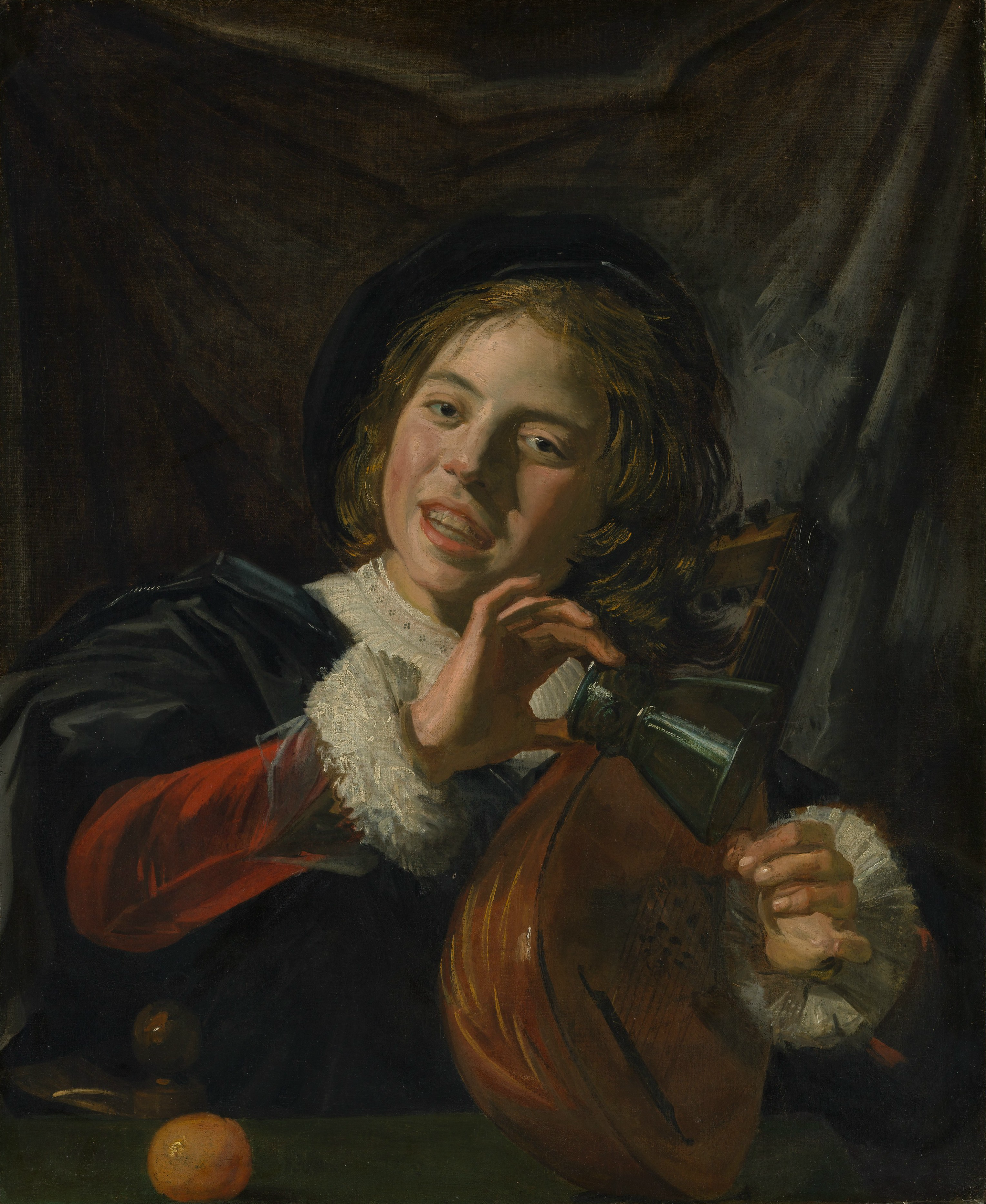
La prueba de la uña.
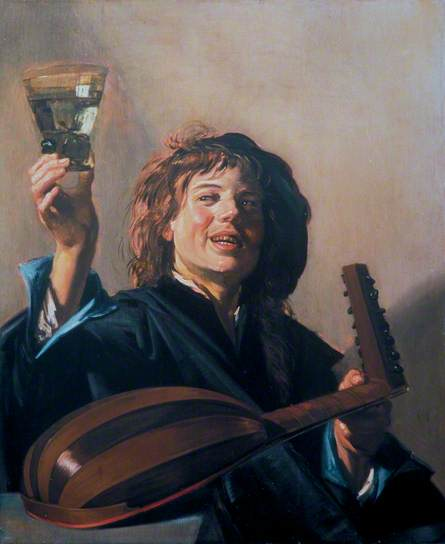
Chico con vaso y laúd.

Hals no fue el único pintor en adoptar el tema de Baburen. Hendrick ter Brugghen también pintó varios laudistas en los años 1620, y algunos de ellos parecen fusionar aspectos de Baburen y Hals, aunque su versión más tardía parece seguir a Hals más estrechamente.

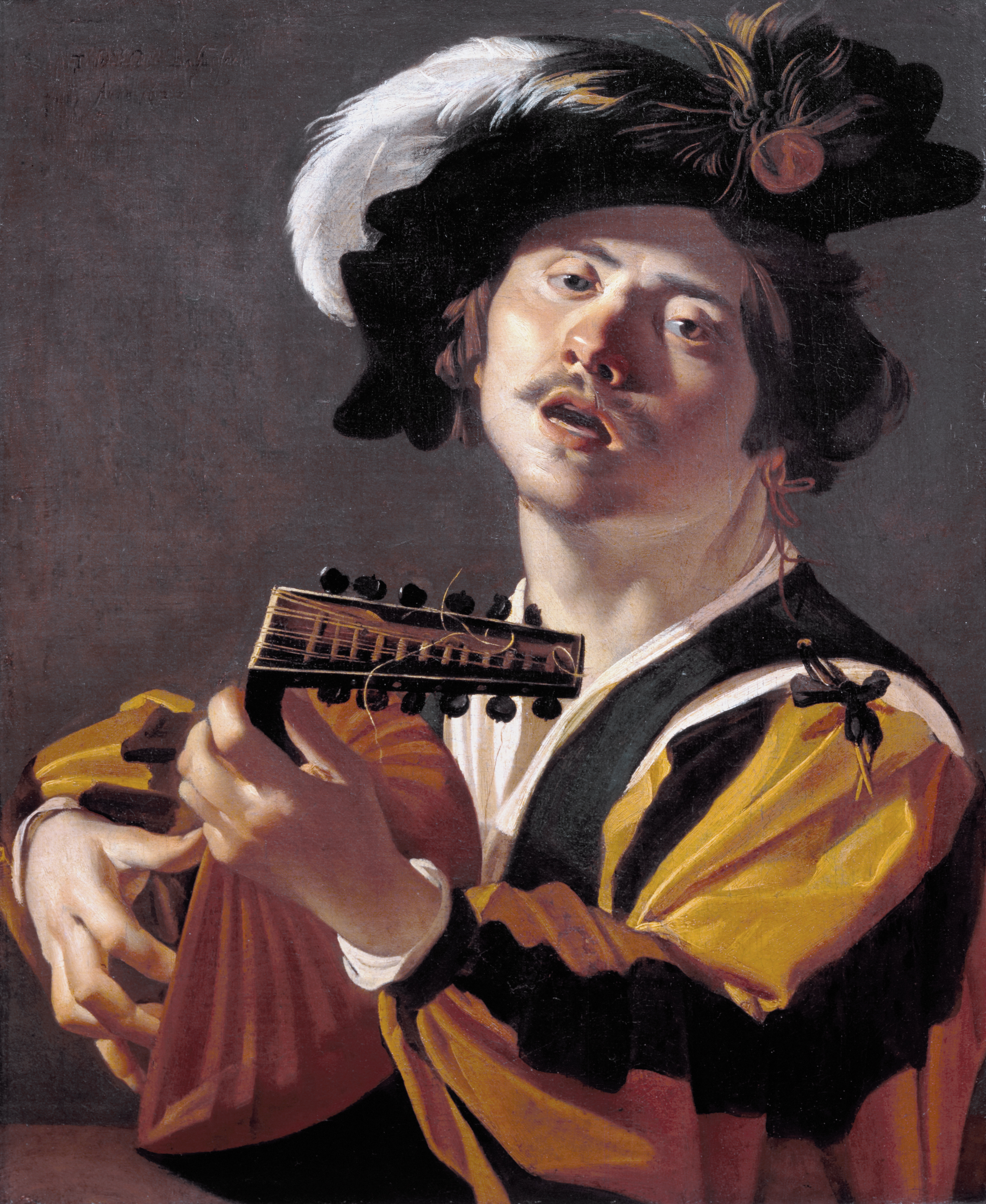
"Primer" tocador de Laúd de Baburen, 1622.
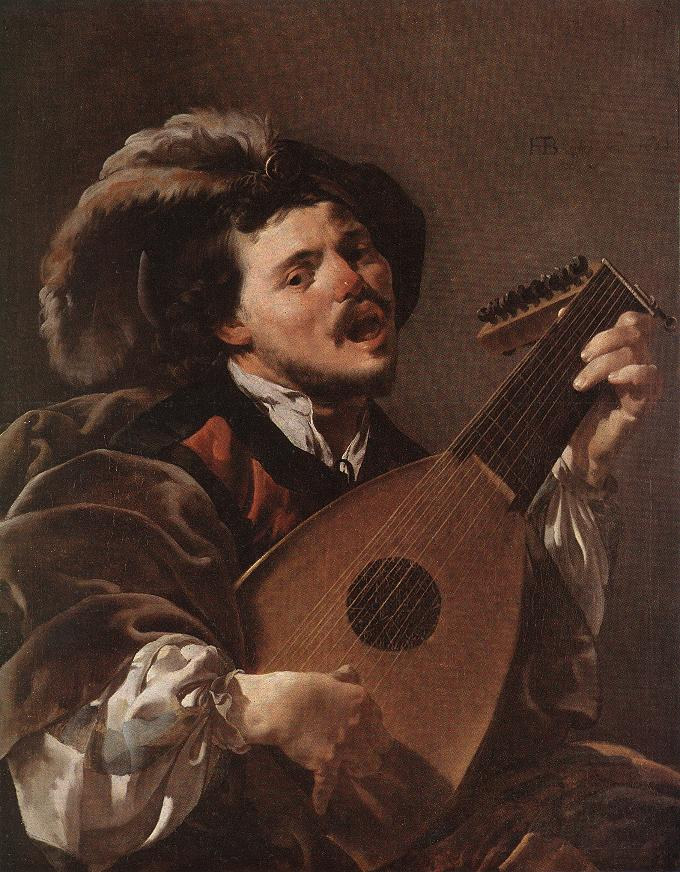
Tocador de laúd, de Hendrick ter Brugghen, 1624.
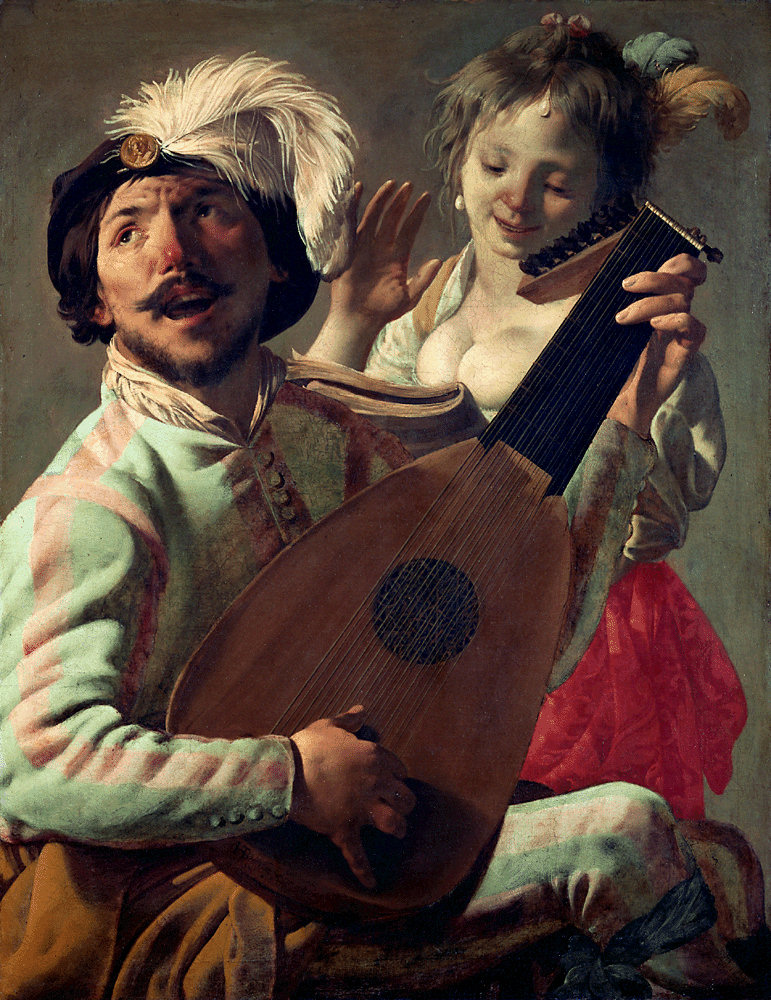
Tocador de laúd en El dúo de Hendrick ter Brugghen, 1628.
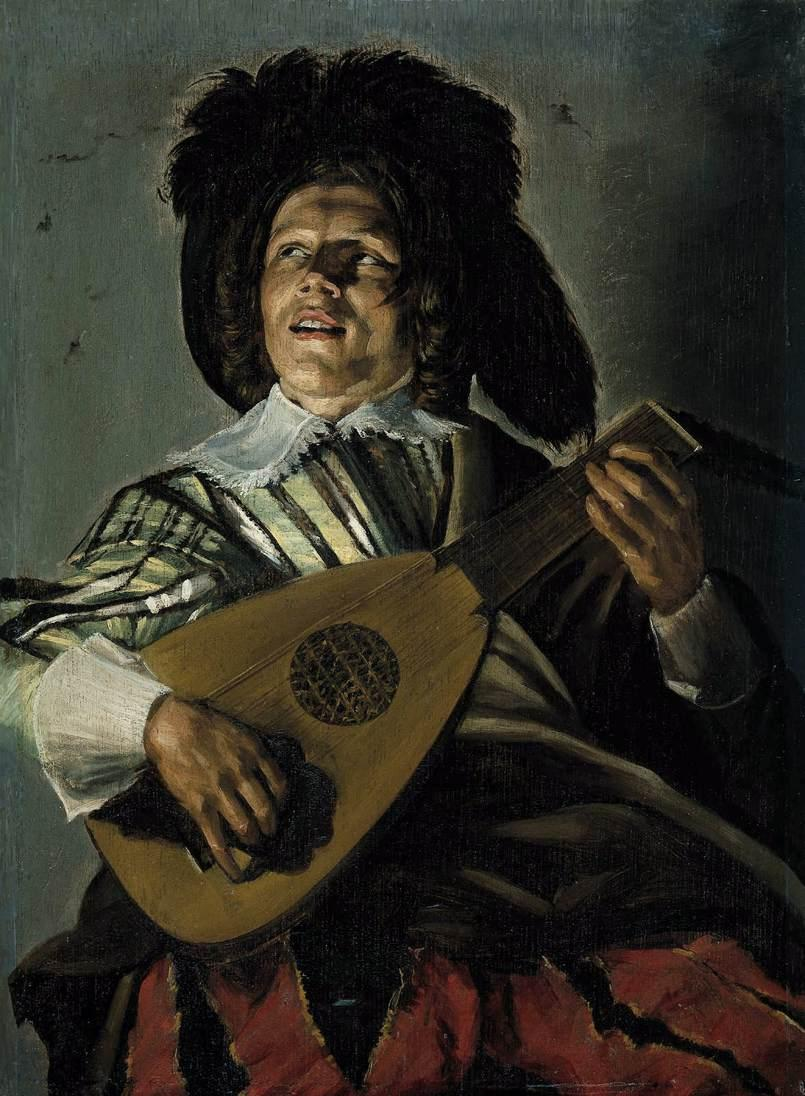
Serenata, de Judith Leyster, 1629.

## Influencia posterior
Esta pintura fue copiada o imitada por otros artistas, como David Bailly que en su autorretrato de 1651 incluye un grabado de la obra, igual que Adriaan de Lelie en su Autorretrato con Josephus Augustinus Brentano de 1813, con esta pintura en la pared entre la colección de Brentano. Aspectos de la pintura también fueron copiados, como la pose de las manos y la cara sonriente hacia arriba, como Jan Steen en su autorretrato como sonriente tocador de laúd. 

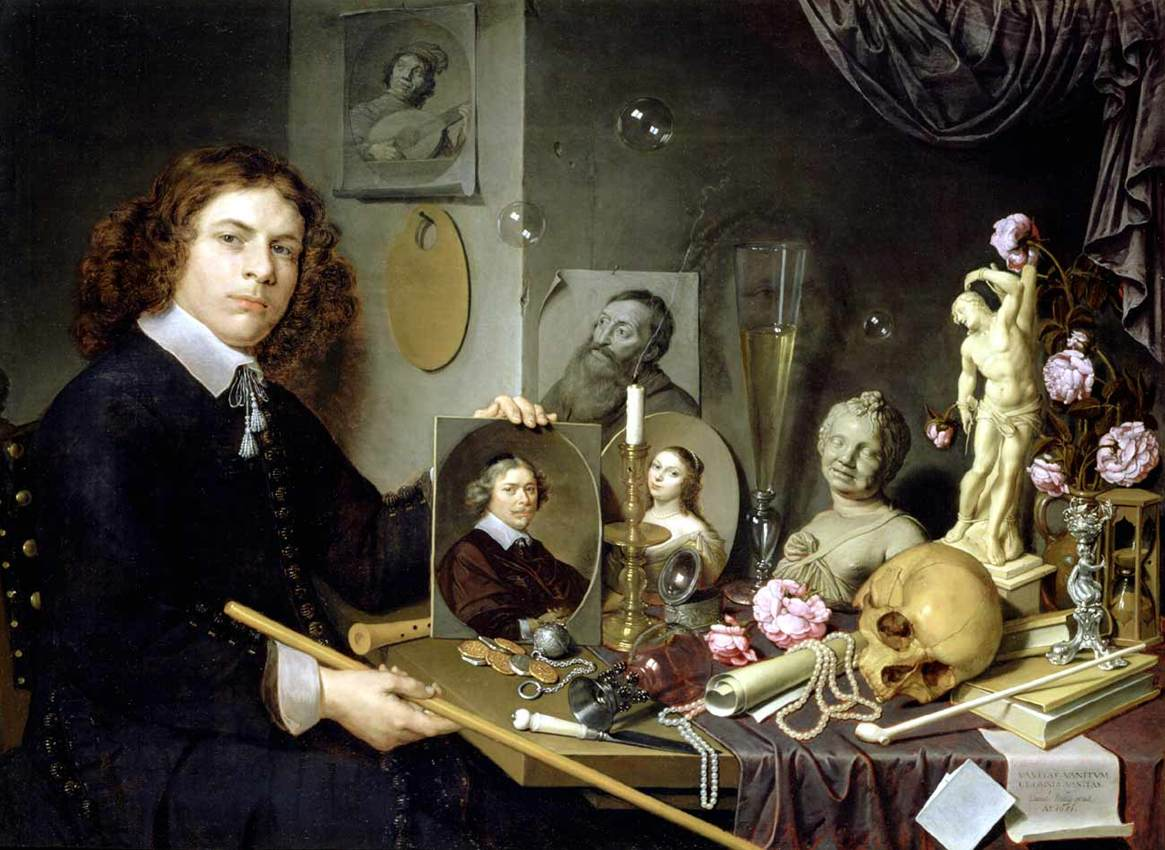
David Bailly, autorretrato con un grabado de esta pintura en la pared.
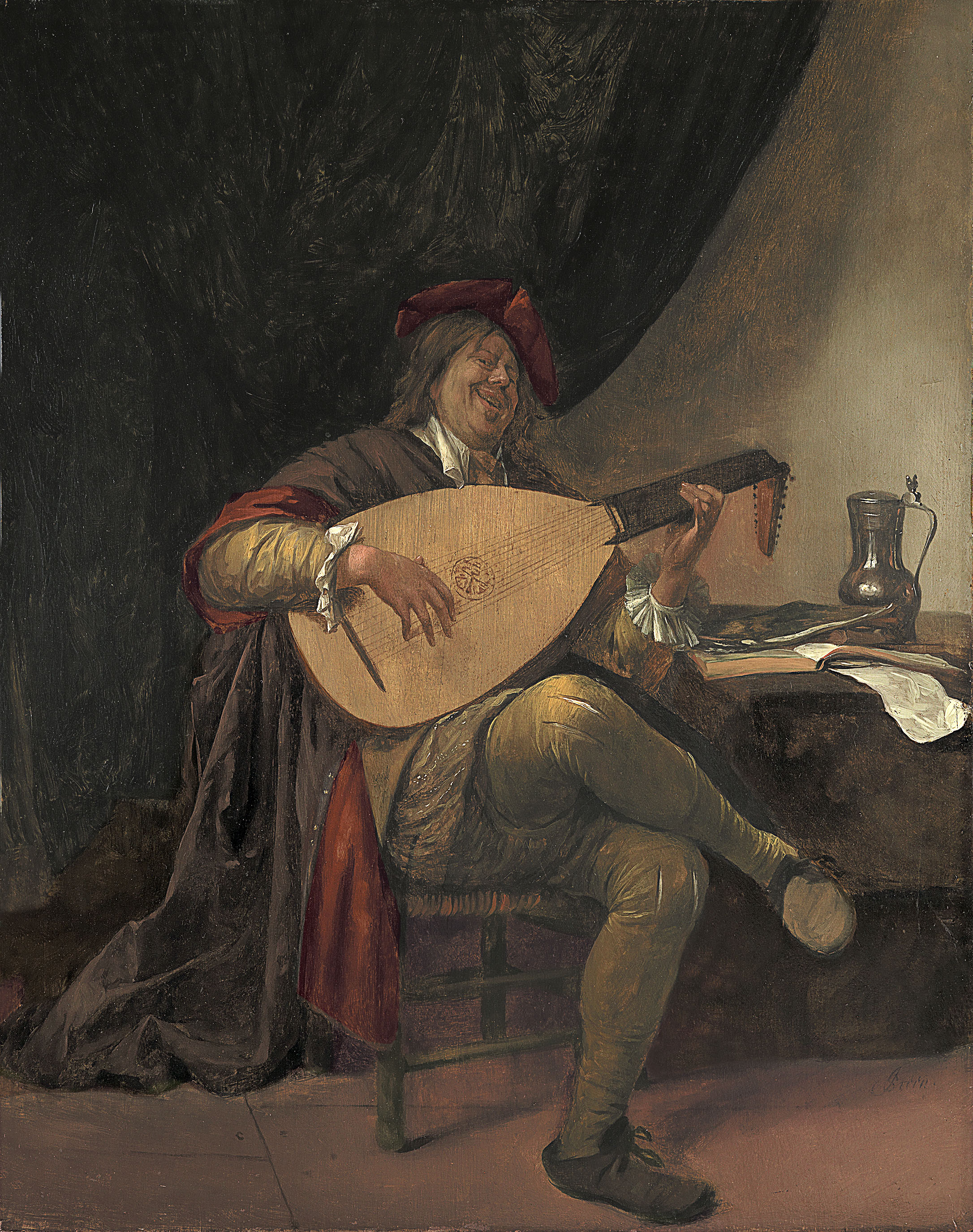
Jan Steen, autorretrato.
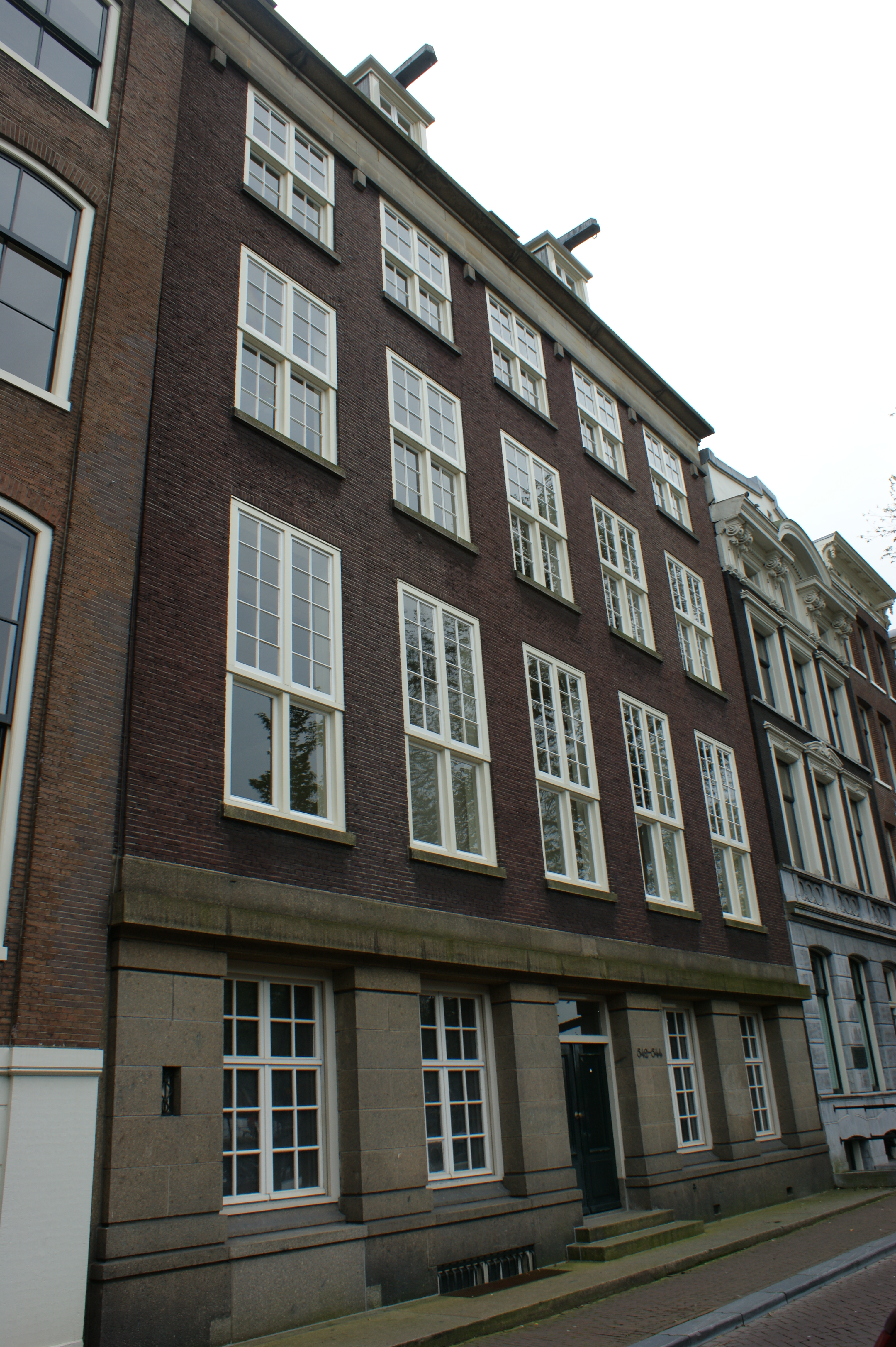
Herengracht 542-544, ubicación antigua de la galería del coleccionista de arte Josephus Augustinus Brentano.

La pintura fue adquirida por Gustave de Rothschild (1829–1911) en 1873 y permaneció en su familia más de un siglo hasta 1984.